# Cerebelláris ataxia–neuropátia–vesztibuláris areflexia
A cerebelláris ataxia–neuropátia–vesztibuláris areflexia (CANVAS) 2019-ben leírt genetikai betegség. Prevalenciája 20 000 és 625 születésből 1 közt változik. Ez alapján az RFC1-alapú ataxia a leggyakoribb későn megjelenő örökletes ataxiák egyike Hisey (2024) szerint. Tünetei többek közt egyensúlyi problémák, perifériás érzékelési tünetek, oszcillopszia, autonóm diszfunkció, diszfágia.
Az RFC1 gyakori mutációi az AAAAG ismétlődés helyén megjelenő AAGGG szekvenciák. Ez utóbbiak kálium jelenlétében G-kvadruplexeket, magnézium jelenlétében triplex H-DNS-t alkotnak, és a két változat vizsgálata alapján csak a patogén AAGGG ismétlődések mutatnak H-DNS-triplexet és állítják meg a replikációs villa előrehaladását élesztőben és humán sejtekben. Ezen ismétlődések nagy (400 feletti) mennyisége esetén jelentkeznek a tünetek.
A cerebelláris ataxia–neuropátia–vesztibuláris areflexia a legtöbb szakaszismétlődés okozta betegségtől abban tér el, hogy az ismétlődések mennyisége mellett azok sorrendje is eltér.

## Okai
A cerebelláris ataxia–neuropátia–vesztibuláris areflexia oka az RFC1 általában (AAAAG)n szerkezetű 2. intronjának mutációja, melyben az (ACAGG)n, (AGGGC)n vagy (AAGGG)n szerkezetet vesz fel, és jelentősen bővül. 400 AAGGG szekvenciájú ismétlődés is elegendő a tünetek megjelenéséhez. Az RFC1 e mutációja megállítja a replikációs villa előrehaladását, megakadályozva a DNS-replikációt, a B-DNS-től eltérő DNS-szerkezetek, például G-kvadruplexek vagy H-DNS létrehozásával. Ez leállítja a DNS-polimeráz I-t, a Vent-polimerázt és a T7-fág-DNS-polimerázt. Azt, hogy az AAAAG-ismétlődések nem okoznak DNS-polimerizációs hibát, feltehetően a gyengébb H-DNS okozza, melyet nem a magnézium, hanem a cink stabilizál.

## Lefolyás
A cerebelláris ataxia–neuropátia–vesztibuláris areflexia tünetei későn, átlagosan 52 éves korban jelennek meg. Nevét tüneteiről kapta, ezenkívül jelentkezhet vesztibulopátia is, mely befolyásolhatja a látásélességet. Lefolyása lassú: egy kohorszban a betegek 55%-ának van szüksége 10 év után segédeszközre és 25%-nak kell 15 év után kerekesszék.

## Történet
2011-ben Szmulewicz et al. 27 beteg, köztük a Migliacco et al. 2004-es beszámolójában szereplő 4 CANVAS-szel jelentkező beteg retrospektív adatai elemzése alapján a tünetek jelentkezésekor lévő medián életkort 60 évnek találták 33–71 év közti tartományban, és a 27 betegből 20 egyensúlyzavarokat, 8 dizesztéziát, 5 oszcillopsziát, 2 rossz közérzetet, 1 belső eséseket mutatott. Az agyi MRI cerebelláris atrófiát mutatott ki 22 betegben, a vesztibuláris funkciók ellenőrzése mindegyik betegben kétoldali vesztibulopátiát mutatott, mely függőleges fejrázáskor csökkent látásélességet, stimuláció hatására csökkenő vagy megszűnő vízszintes nystagmust és állandóan gyorsuló forgástesztkor megszűnő nystagmust mutatott.
A CANVAS okát 2019-ben fedezték fel Cortese et al. Jellemző mutációja a patogén AAGGG-ismétlődések megjelenése az RFC1 gén 2. intronjában, melyek hajlamosabbak kálium jelenlétében G-kvadruplex-képzésre, magnézium jelenlétében pedig hajlamosabbak H-DNS-képzésre, mint a normális AAAAG-ismétlődések.

## Fordítás
Ez a szócikk részben vagy egészben  a   Cerebellar ataxia, neuropathy, vestibular areflexia syndrome című angol Wikipédia-szócikk ezen változatának fordításán alapul.  Az eredeti cikk szerkesztőit annak laptörténete sorolja fel. Ez a jelzés csupán a megfogalmazás eredetét és a szerzői jogokat jelzi, nem szolgál a cikkben szereplő információk forrásmegjelöléseként.